# Oleksandrivka, Petrove
Oleksandrivka (în ucraineană Олександрівка) este un sat în comuna Ceceliivka din raionul Petrove, regiunea Kirovohrad, Ucraina.

## Demografie
Componența lingvistică a localității Oleksandrivka
     Ucraineană (96,82%)
     Rusă (3,02%)
     Alte limbi (0,17%)
Conform recensământului din 2001, majoritatea populației localității Oleksandrivka era vorbitoare de ucraineană (96,82%), existând în minoritate și vorbitori de rusă (3,02%).